# C.S.E. Cooney
Claire Suzanne Elizabeth Cooney (12 december 1981) is een Amerikaanse schrijfster van fantasyverhalen en -gedichten. Ze won hiervoor onder meer twee World Fantasy Awards en een Rhysling Award.

## Biografisch
Cooney studeerde toneel en romanschrijven aan het Columbia College Chicago. Ze begon in 2006 met het publiceren van korte verhalen en een jaar later ook gedichten. Ze bracht in 2010 haar eerste novelle uit (The Big Bah-Ha) en in 2012 haar eerste verhalenbundel (How to Flirt in Faerieland & Other Wild Rhymes), met daarin zeventien gedichten. In 2014 verscheen Cooneys novelle The Breaker Queen. Dit bleek het eerste verhaal in haar daarna uitgebreide Dark Breakers-wereld, waarin een mensen-, magisch- en globlinrijk naast elkaar bestaan en soms overlappen.
Cooney publiceerde in 2015 Bone Swans. Dit is een verzameling van vijf fantasyverhalen, waaronder hervertellingen van Repelsteeltje en De rattenvanger van Hamelen voor volwassenen. Cooney won hiervoor haar eerste World Fantasy Award. Ze bracht in 2020 haar eerste verhaal van boeklengte uit, The Twice-Drowned Saint. Hierin woont een vrouw in een stad die onder de heerschappij van veertien engelen valt. Zij voorzien de bewoners in al hun behoeften, maar delen ook zware straffen uit. Cooneys tweede volledige boek kwam uit in 2022 met als titel Saint Death's Daughter. Hierin groeit een meisje op binnen een magische familie die martelingen en executies uitvoert, terwijl zijzelf niets van geweld moet hebben. Cooney won voor dit boek haar tweede World Fantasy Award.

### Boeken

#### Losstaand
- 2020 - The Twice-Drowned Saint
- 2022 - Saint Death's Daughter (World Fantasy Award)

#### Dark Breakers
- 2014 - The Breaker Queen (novelle)
- 2015 - The Two Paupers (novelle)
- 2019 - Desdemona and the Deep (novelle)
- 2022 - Salissay's Laundries (novelle)
- 2022 - Longergreen (novellette)

#### The Witch's Garden
- 2014 - The Witch in the Almond Tree
- 2014 - Witch, Beast, Saint: an Erotic Fairy Tale

### Novelles
- 2010 - The Big Bah-Ha
- 2019 - Desdemona and the Deep

### Verhalenbundels
- 2012 - How to Flirt in Faerieland & Other Wild Rhymes
- 2015 - Bone Swans (World Fantasy Award)
- 2016 - Jack o' the Hills
- 2020 - The Witch in the Almond Tree and Other Stories
- 2022 - Dark Breakers